# Пікада (соус)
Пікада (ісп. picada) — соус каталонської та валенсійської кухни. Це не самостійний соус, як майонез або ромеско, швидше його можна віднести до приправи, яку додають під час приготування. Пікада зазвичай є завершальним штрихом у приготуванні різноманітних страв із риби, м'яса та овочів.
Пікада готується у ступці і має містити базову тріаду: мигдаль, хліб та трохи рідини. Часник, шафран та/або петрушка також вважаються незамінними. Підсмажений мигдаль може бути замінений іншим горіхом: ліщиною, кедровим, волоським горіхом або комбінація з них. Черствий хліб чи сухарі подрібнюють у ступці, їх можна обсмажити в олії. Можна використовувати солодкі бісквіти або печиво типу Марія. В якочті рідина зазвичай використовується варильний сік, але також можна використовувати бульйон або гарячу воду. Серед інгредієнтів також зустрічається вино, оливкова олія та оцет.
Часто приготування страви починається з іншого основного соусу, такого як софрито (з часнику, цибулі, перцю та помідорів, приготованих на оливковій олії), і закінчується додаванням пікади за кілька хвилин до закінчення приготування. Іншими можливими інгредієнтами, які використовуються рідше, є кориця, варена печінка (куряча або кроляча), шоколад, кмин, зелень та інші спеції.

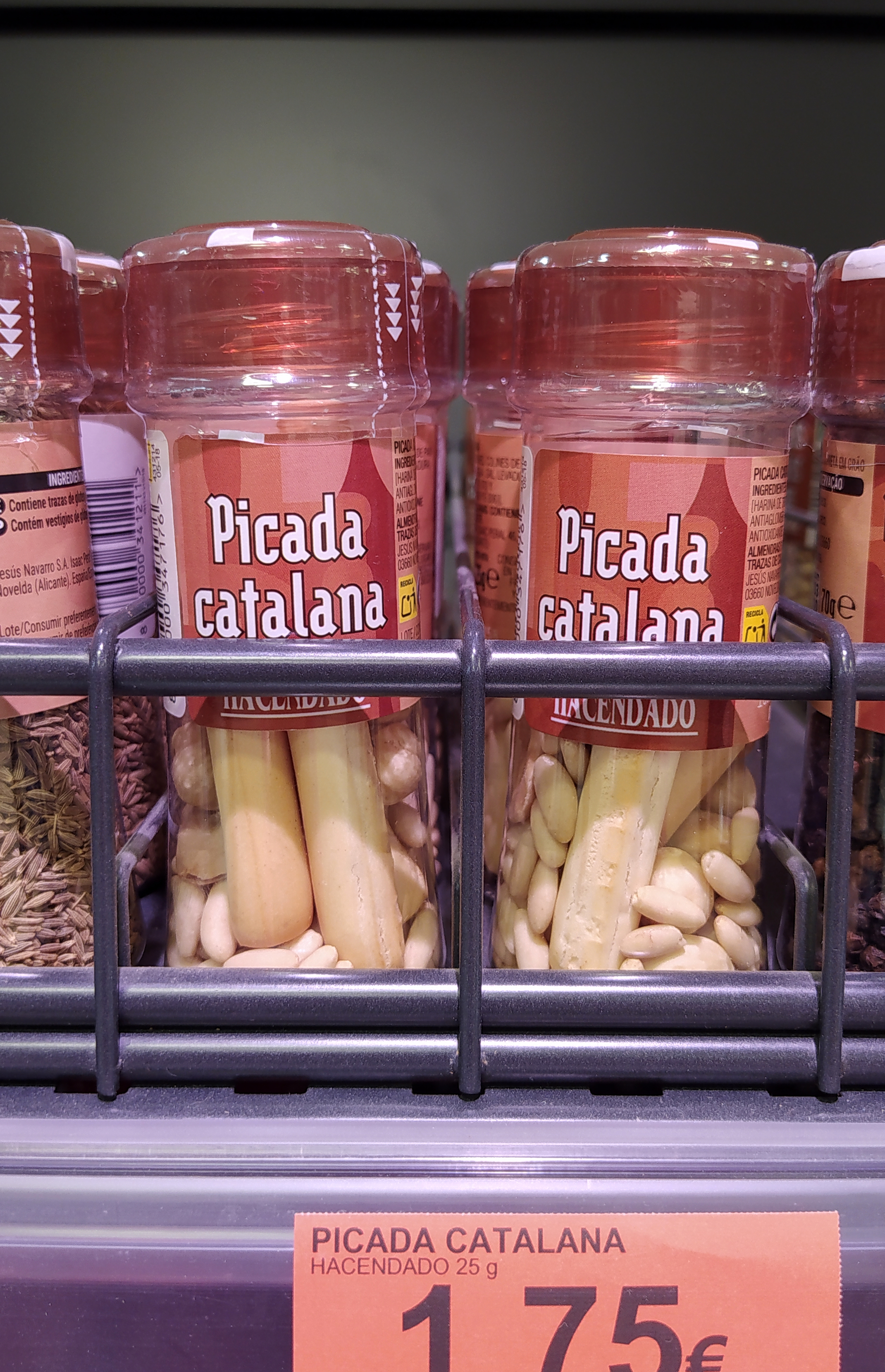
Баночки з інгредієнтами для каталонської пікади

## Історія
Пікада з мигдалю згадується в каталонській кухні з її виникнення, соус присутній в середньовічних трактатах. У сусідніх середземноморських кухнях, таких як окситанська або італійська, є схожі соуси, такі як пісто.
В Аргентині «Пікада» це тарілка з м'ясними нарізками, такими як шинка, в'ялене м'ясо, пепероні, сосиски, паштети; кілька видів сирів, таких як сир з пліснявою, пекорино, пармезан та інші. Зазвичай подається з соусом, хлібом, оливками та горіхами.